# ایست سندویچ (ماساچوست)
ایست سندویچ (به انگلیسی: East Sandwich) یک منطقهٔ مسکونی در ایالات متحده آمریکا است که در شهرستان برنستبل، ماساچوست واقع شده‌است. ایست سندویچ ۱۹٫۶ کیلومتر مربع مساحت و ۳٬۹۴۰ نفر جمعیت دارد و ۹ متر بالاتر از سطح دریا واقع شده‌است.